# Commander-in-Chief, Home Forces

Insigne du commandement pendant la Seconde Guerre mondiale.

Commander-in-Chief, Home Forces était un poste d'officier supérieur de l'armée britannique pendant les Première et Seconde Guerres mondiales. Le rôle de la nomination était, d'une part, de superviser l'entraînement et l'équipement des formations en vue de leur déploiement à l'étranger, et d'autre part, de commander les forces nécessaires pour défendre le Royaume-Uni contre une incursion ou une invasion ennemie.

## Première Guerre mondiale
Le poste a été créé pour le Field marshal John French en décembre 1915, après sa démission forcée en tant que commandant en chef du corps expéditionnaire britannique au lendemain de la bataille de Loos. Amèrement déçu, French considérait cette nomination comme une rétrogradation. Malgré cela, il restructura énergiquement le système d'entraînement militaire, élaboré des plans pour défendre le pays contre une invasion allemande et mis au point le premier système de défense aérienne britannique, afin que les zeppelins et les bombardiers entrants puissent être suivis et contrés par des chasseurs et de l'artillerie anti-aérienne.

### Commandants en chef des forces intérieures de 1915 à 1921
- Field marshal John French - décembre 1915 à mai 1918
- Field marshal William Robertson - 1918 à 1919 [2]
- Field marshal Douglas Haig - 1919 à 1921 [3]

## Seconde Guerre mondiale

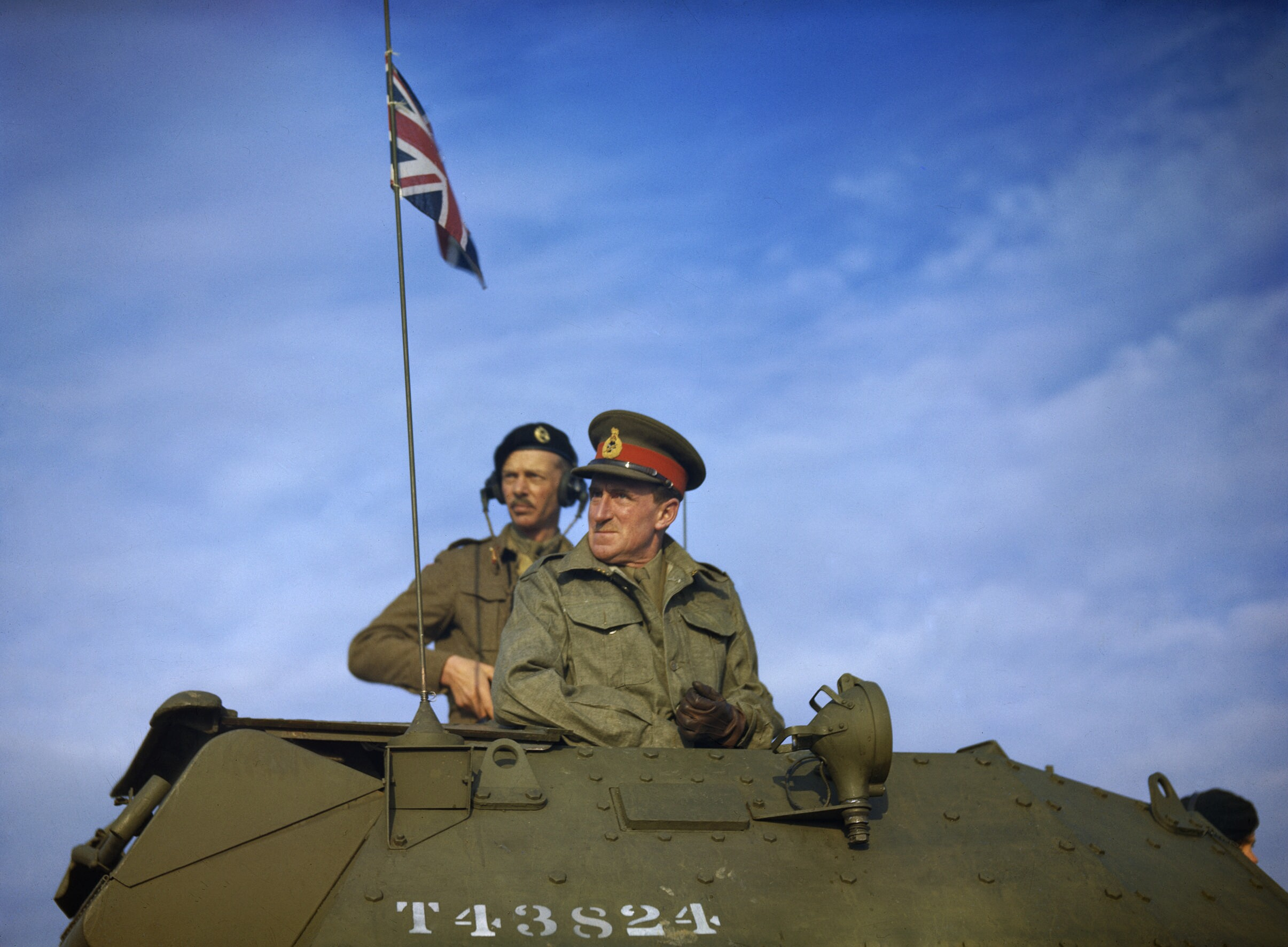
Le général Bernard Paget inspectant un exercice blindé à grande échelle dans le Yorkshire, en 1942.

Ce poste fut réactivé pour Walter Kirke (en) le 3 septembre 1939. Il conçut le premier plan anti-invasion de la guerre en octobre, connu sous le nom d'opération Jules César. Son successeur, Edmund Ironside, prit sa retraite lorsque sa planification anti-invasion tomba en disgrâce auprès du premier ministre Winston Churchill. Ironside fut remplacé par Alan Brooke en juillet 1940. Le quartier général fut établi à Kneller Hall (en) à la fin de 1939 avant de déménager à la St Paul's School en juillet 1940.

### Commandants en chef des forces de intérieures e 1939 à 1945
- Général Walter Kirke (en) - Septembre 1939 à mai 1940
- Général Edmund Ironside - Mai à juillet 1940
- Général Alan Brooke - juillet 1940 à décembre 1941
- Général Bernard Paget - décembre 1941 à janvier 1944
- Général Harold Franklyn - janvier 1944 à 1945 [7]

### Lectures complémentaires
- Collier (1956), Defence of the United Kingdom. Dispositions of Home Forces 1 May 1940, accessed November 2011.